# Lucas Bambozzi
Lucas Bambozzi (Matão, SP, 1965) é um cineasta, artista visual e pesquisador em novas mídias brasileiro. 

## Biografia
Cresceu em Minas Gerais, entre São Sebastião do Paraíso e Belo Horizonte e desde 1993 vive e trabalha em São Paulo, SP. Graduou-se em Comunicação Social pela Universidade Federal de Minas Gerais (UFMG) em 1988 e seguiu um percurso nos anos 1990 entre os campos da comunicação e das artes. Foi professor na PUC-SP entre 2004 e 2005 no departamento de Comunicação em Multimeios, no Centro Universitário Senac, SENAC/SP entre 2005 e 2012, nos cursos de Comunicação e Artes em nível de pós graduação e no curso de Cinema, em nível de Graduação. Desde 2013 é professor na FAAP nos departamentos de Artes Visuais em nível de graduação e no departamento de Comunicação – Jornalismo Cultural em nível de pós-graduação.
Foi artista residente no CAiiA-STAR Centre/i-DAT (Planetary Collegium) e concluiu seu MPhil na Universidade de Plymouth na Inglaterra em 2006 com a dissertação “Public Spaces and Pervasive Systems, a Critical Practice”, abordando questões de vigilância e biopolítica. Foi curador do Festival Vivo Arte.mov, entre 2010 e 2013, com edições em São Paulo, Belo Horizonte, Belém e Salvador.
São uma constante em seus trabalhos recentes as questões relacionadas ao conceito de espaço informacional e as particularidades de uma arte produzida a partir das mobilidades e imobilidades do contexto urbano.

## Vídeos e filmes
- 2017 - Lavra - em produção (91')
- 2006 - 2013 - Série Multidão, vários formatos
- 2011 - Wysiwyg [what you see is what you guess]
- 2011 - Oito ou Oitenta: BH Underground (co-dirigido por Rodrigo Minelli (52')
- 2007 - Desvios derivas contornos (8’40”)
- 2004 - Do outro lado do rio (89')
- 2002 - Aqui de novo (6')
- 2001 - O fim do sem fim - co-dirigido por Beto Magalhães e Cao Guimarães (88')
- 1999 - Eu não posso Imaginar (21')
- 1998 - Oiapoque - L'Oyapock (12')
- 1998 - Otto, Eu Sou Um Outro - co-dirigido por Cao Guimarães (21')
- 1997 - Ali é um lugar que não conheço (6')
- 1993 - Love stories (6')

## Prêmios
- 2014 - Bolsa Funarte de Produção em Artes Visuais . projeto livro de artista: Panorâmicas Contidas
- 2013 - Ars Eletronica . Honorary Mention – projeto Labmovel . Linz, Áustria
- 2012 - Premio Sergio Motta . prêmio artista em meio de carreira
- 2012 - Edital Fundação Telefônica - Programa de Arte e Tecnologia . contemplado com o projeto Labmovel
- 2010 - Ars Eletronica . Honorary Mention – instalação interativa Mobile Crash . Linz, Áustria
- 2007 - Rumos Arte Cibernética . Itaú Cultural – bolsa para net-arte, Youtag . www.youtag.org
- 2007 - Balmoral Schloß Kunstlerhaus . bolsa de residência artística - Alemanha
- 2004 - Festival É Tudo Verdade - Prêmio Ministério da Cultura – direção Do Outro Lado do Rio
- 2003 - 4º Prêmio Sergio Motta - prêmio para projeto de DVD interativo: Em Busca do Tempo Perdido
- 2003 - 5º Petrobras Cinema – prêmio em Mídias Digitais – projeto [r]existências
- 2002 - Bolsa Vitae de Artes - Fundação Vitae - desenvolvimento do projeto 4WALLS
- 2000 - Grande Prêmio Locarno VideoArt Festival – primeiro prêmio: vídeo I Have No Words – Locarno Suíça
- 2000 - Canarias Media Fest 2000 - Prêmio Melhor Autor de Video Criação - Canárias - Espanha
- 2000 - Programa Bolsa Virtuose - Ministério da Cultura - bolsa para residência no programa CAiiA-STAR - 2000-2001
- 1996 - Bolsa Vitae de Artes - Fundação Vitae - desenvolvimento do projeto Tormentos